# Полководец Ттори 2: Шпионские уловки
«Полководец Ттори 2: Шпионские уловки» (кор. 간첩잡는 똘이장군, Канъчёпчхапнын Ттори-чанъгун) — южнокорейский полнометражный мультфильм, снятый Ким Чхон Ги, при поддержки Сеульского центра анимации в 1979 году, продолжение мультфильма «Полководец Ттори». Сюжет вновь разворачивается вокруг одноимённого героя, которому вновь придётся столкнуться с антропоморфными волками и лисицами, всё ещё жаждущими поквитаться с людьми, только на этот раз ему придётся ещё и бороться с их шпионами. Также как и предыдущий мультфильм серии является антикоммунистической пропагандой.
Ещё, также как и приквел, мультфильм не удосужились перевести на другие языки, кроме корейского.

## Сюжет
Действие мультфильма происходит спустя несколько месяцев после свержения Красного Свина и основания Корейской республики. Люди перестали жить в постоянном страхе, а также возвели целые города (хотя в мультфильме показан только один из них), хотя сельская местность ещё кое-где встречается.
Сюжет начинается с того, что мальчик по имени Куйсеги (кор.쿠이색이) провожает отца на рыбалку, но вскоре становится свидетелем того, что на рыбацкое судно нападают появившиеся буквально из ниоткуда антропоморфные волки и уничтожают его, вместе со всеми на борту, и также внезапно исчезают. Мальчик сидит на причале и скорбит о гибели отца. Внезапно начинается дождь и он бежит домой к своей тяжелобольной матери, где рассказывает ей о случившемся, от чего у неё усиливается жар. Не желая потерять ещё одного близкого человека, Куйсеги убегает искать помощь под проливным дождём.
В конечном итоге он натыкается на странного человека в длинном чёрном плаще, зонтиком такого же цвета и шляпой, который говорит, что его зовут Хорси (кор. 허씨) и он является давним другом его погибшего отца, и который соглашается помочь мальчику и его матери, после чего тот приводит его к себе домой. Там он решает помочь отнести мать в больницу, но для этого им придётся переехать. Не видя другого выбора, мать и сын дают согласие и отворачиваются, а человек в плаще, незаметно для них, и благодаря какой-то неведомой силе, являет зрителю свою истинную личность — замаскированного волка.
Тем временем, действие переносится к главному герою предыдущего мультфильма, Ттори (кор.똘이 «молодец»), который вместе со своей давней подругой Сюгой (кор. 슈가, дословно «сладкая») теперь живут в городе, ходят в одну школу, а первый завёл собаку, но всё-таки не отрекся от своих старых друзей-животных. Во время одной из игр с собакой, последняя набегает на двух странных людей: мужчину с щетиной и рыжую женщину в синем плаще. Собака пугается их, но при этом заставляет их обоих уйти. Ттори не обращает на это внимание и, играя с собакой, находит Сюгу, с которой некоторое время беседует о новом ученике в их классе — том самом мальчике из пролога, а затем оба расходятся по домам.
На следующий день, перед походом в школу, Куйсеги навещает свою мать, а после этого переговаривается с Хорси, который просит его достать кое-что в качестве благодарности и даёт ему какие-то планы, которые в конечном итоге оказываются в руках Ттори. В школе этот мальчик также начинает общаться с Сюгой, чем вызывает у Ттори ревность. За всем этим наблюдает Хорси, который в ходе наблюдения прячется за фонарный столб. После окончания уроков, Куйсеги и Сюга проходят мимо него не заметив. Однако, идущий за ними Ттори, пнув камень, случайно попадает замаскированному волку в лоб. Последний уходит, перед этим угрожая Ттори расправой. Вскоре Ттори попадает в очередную передрягу и ему приходится удирать от бульдога.
На следующий день, Торри, Сюга и ещё два мальчика, с помощью собаки Ттори, находят место, куда привели их чертежи: рядом с большими деревянными воротами в каменных стенах, которые охраняются бульдогом. Вдруг выясняется, что пес Ттори может говорить на человеческом языке и знает несколько боевых движений хозяина, благодаря которым одерживает вверх над бульдогом. Сразу после этого, к ним подходит Куйсеги, только проведавший мать, и ребята просят его узнать что там, но как только он входит на территорию его встречает «друг его отца» и просит его не впускать их, что он выполняет, и вскоре после этого между ним и мальчиком завязывается разговор.
Одновременно, в лесу на животных-друзей Ттори, нападает вепрь и одолевает их всех одного за другим. Но когда им на выручку приходит их друг-человек, кабан оказывается побеждён. После этого, животные по ошибке нападают на пса Ттори, приняв его за врага. Разобравшись с напастью, Ттори уходит домой. За ними наблюдают те двое странных людей и, в конечном итоге, женщина посылает мужчину с щетиной устранить Ттори ночью, но попытка срывается из-за собаки. Мужчина, лишившись штанов, пытается бежать, но это пересекается Ттори. Между обоими возникает драка, которая оканчивается победой мальчика и мужчине не помогает даже его нож. В ходе драки, с мужчины срывается маска и Ттори раскрывает что он является волком, после чего выпытывает у него часть информации, но проезжающая машина сбивает волка, а Ттори успевает перепрыгнуть её.
На следующий день, Ттори случайно натыкается на разговор Куйсеги с рыжей женщиной около её машины и подслушивает из-за дерева. Женщина отвозит его на консультацию к «другу его отца», а после её проведения, последний встречается с рыжей женщиной в подвале и обсуждает дальнейший план действий и в конечном итоге просят мальчика привести к ним Сюгу, что входит в их планы по взятию её дяди, который является учёным. Тогда же, благодаря Хорси, становится известно имя этой женщины — Булёу (불여우; «огненная лиса»)
Тем временем, Ттори пытается предупредить свою подругу о возможной опасности, исходящей от Куйсеги, но она отказывается признавать его в соучастии в сговоре. На следующий день, Сюга и Куйсеги проводят день в парке развлечений и когда последний отходит, к Суге подходит Хорси и уговаривает её пойти с ним. Когда Куйсеги возвращается, Сюгу он не находит, зато находит Ттори, который обвиняет его в похищении Сюги. Пытаясь докопаться до правды, первый бежит к другу его отца, но находит его дом, проданный другому владельцу, после чего понимает, что он был обманут. Куйсеги признаётся, что это он делал ради его больной матери и Ттори прощает его, после чего сообщает родственникам Сюги, что она похищена, чем вынуждает дядю идти на переговоры. Его встречает Хорси и запихивает его в машину рядом с Сюгой, предварительно связав. За этим из-за угла, наблюдает Ттори с собакой, после чего просит последнего предупредить его отца, а сам догоняет машину и прячется в багажнике, и вслед за Сугой и её дядей-учёным на катер, который ночью плывёт на какой-то туманный остров.
На острове, Сюга пытается сопротивляться, за что лишь получает от Хорси по лицу. Дядя пытается защитить её, но тоже попадает под удар. Однако, Ттори тоже не дремлет и, заручившись поддержкой животных, которые тоже прибыли на остров, прерывает попытку замаскированного волка снова навредить Сюге. Булёу хочет пристрелить обоих из пистолета, но её останавливают олень с белкой, выстрелив камнем ей в руку, а медведи вырубают похитителя дяди Суги.
Тем временем, собака вновь вступает в стычку с бульдогом, при этом теряя записку, которую дал ему Ттори и бросается за ней в погоню и возвращает её (попытки поймать записку выглядят весьма комично), после чего доставляет её отцу. Узнав о происшествии, отец вызывает полицию и бросается за похитителями в погоню. Они приходят как раз в тот момент, когда Булёу пытается увести Сюгу. Тогда же и показываются волки, когда-то находившиеся в подчинении Красного Свина. Однако волкам оказывается достойный отпор небольшой армией Ттори, а вмешательство его отца с полицией и вовсе решает исход и все волки оказываются перебиты.
Тем временем, Булёу почти доводит Сюгу до катера, на котором первая хочет скрыться, но её задерживает Куйсеги, который решил отомстить обманщикам. В ответ на это, рыжая женщина приставляет к голове Сюги пистолет. В конечном итоге, мальчик получает пулю в спину, но этим он выигрывает время, за которое Ттори и собака успевают высвободить Сюгу и повалить Булёу на землю. Волк, стрелявший в мальчика, переключается на Ттори, однако раненный Куйсеги закрывает его своим телом и падает замертво, перед этим сумев попасть в волка камнем.
Под воздействием неведомой силы, Булёу принимает облик лисицы, кем она и является, а затем и обретает ещё большие силы, благодаря которым приобретает возможность увеличиваться в размерах, телепортироваться, стрелять молниями, летать и так далее. Ттори догоняет её и сражается с ней на вершине скалы, и в том и в другом случае с большим трудом. В ходе битвы, лисица почти убивает юного полководца, связав и сбросив его со скалы в море. Однако, Ттори высвобождается и, застав лису врасплох, скидывает со скалы в море её саму.
Оплакивая погибшего мальчика, Ттори накрывает его флагом Республики Корея и берёт его на руки. К нему обращается часть Куйсеги, ещё не ушедшая на тот свет, которая благодарит Ттори за то, что он сделал и помог ему искупить вину. Наступает рассвет и герои прощаются с его уходящей душой.

## Критика
У этого мультфильма не слишком качественная анимация, но всё же получше чем у приквела. Однако, по прежнему присутствует большое количество филлеров, которые не имеют никакого влияния на сюжет и добавлены только для того, чтобы его растянуть.
Согласно первоначальной задумке, этот мультфильм, как и его приквел, приравнивает всех коммунистов к животным и даже корейская википедия утверждает, что мультфильм антикоммунистический и едва ли не призывает против объединения Кореи. Тем не менее, несмотря на антикоммунистическую истерию в Южной Корее тех лет, «Полководец Ттори» — это не представитель тогдашнего мейнстрима южнокорейского искусства, а наиболее официозно-государственнически-антикоммунистический его извод. На Севере же куда более резкая пропаганда присутствовала и присутствует в жизни людей ежедневно.
Существует также и мнение, что этот мультфильм и его приквел были сняты в ответ на знаменитый северокорейский мультсериал «Бурундук и Ёжик», первая серия которого появилась в 1977 году. Однако такая версия довольно сомнительна, как и то, что образы волков и лисиц из второго сезона северокорейского мультсериала были взяты с таковых из двух южнокорейских мультфильмов.